# Rasoherina

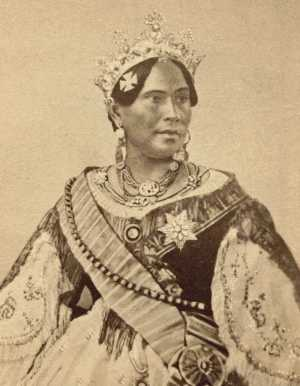
Königin Rasoherina von Madagaskar

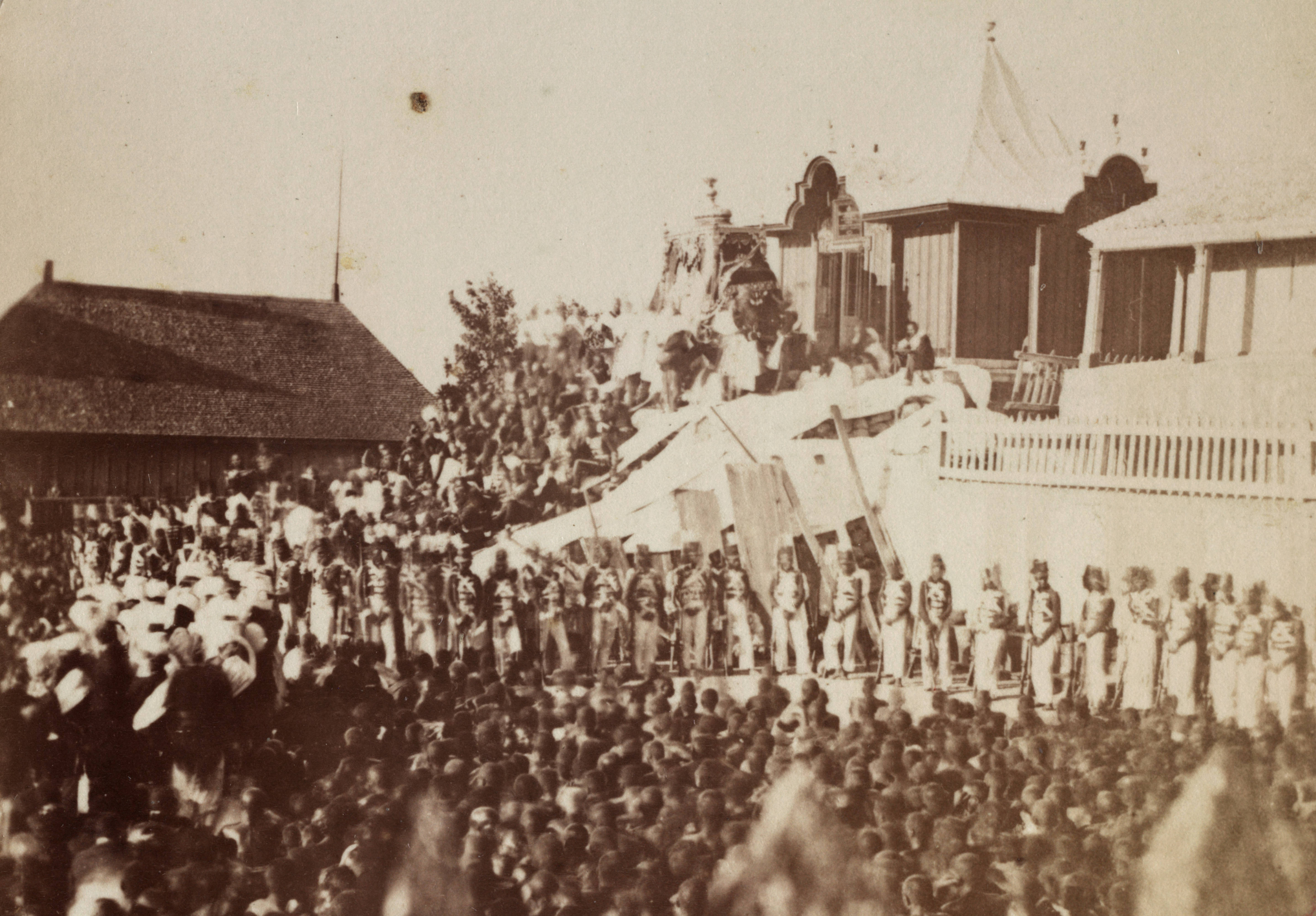
Der Leichnam der Königin Rasoherina wurde in den Königsgräbern auf dem Rova von Antananarivo beigesetzt.

Rasoherina (* 1814; † 1. April 1868) war Herrscherin des Königreichs Madagaskar von 1863 bis 1868.
Rasoherina, die eigentlich Rabodo hieß, übernahm nach dem gewaltsamen Tod ihres Mannes und Cousins Radama II. am 12. Mai 1863 die Herrschaft über Madagaskar. Eigentliche Macht übte aber der seit 1852 regierende Premierminister Raharo aus. Dieser wurde aber im Juli 1864 aus dem Amt befördert und Rainilaiarivony trat an dessen Stelle. Die Königin ließ eine Verfassung erarbeiten, welche Ausländern und einheimischen Christen mehr Rechte gewährte. Gleichzeitig wurde den Adligen und Häuptlingen mehr Mitsprache gewährt.
Mit Großbritannien wurde am 27. Juni 1865 ein umfassender Freundschafts-, Friedens- und Handelsvertrag abgeschlossen. Um die Franzosen, welche sich an der Küste Stützpunkte gesichert hatten, nicht zu verärgern, wurden die im Vertrag von Antananarivo gemachten Bestimmungen später auf alle ausländischen Staaten ausgeweitet. Im Vertrag verpflichtete sich die Königin auch zur tatsächlichen Abschaffung der Sklaverei.